# متیو ام. نیلی
متیو ام. نیلی (به انگلیسی: Matthew M. Neely) سناتور سابق عضو حزب دموکرات ایالات متحده آمریکا بود. وی در سال ۱۹۲۳ تا ۱۹۲۹ و ۱۹۳۱ تا ۱۹۴۱ و ۱۹۴۹ تا ۱۹۵۸ میلادی سناتور ایالت ویرجینیای غربی در سنای ایالات متحده آمریکا بود.